# Крейц, Киприан Антонович
Барон (с рождения), граф (с 29 июня 1839) Киприа́н Анто́нович Крейц (Циприан Гвальберг Крейц, Киприян Антонович Крейц, Крейтц; 10 июля 1777, Речица Минского воеводства — 13 июля 1850, имение Букгоф Курляндской губернии) — военачальник русской императорской армии, генерал от кавалерии (15.04.1831), генерал-адъютант (06.10.1831). Герой Наполеоновских войн 1805—1814 годов, русско-турецкой войны 1828—1829 гг. и Польской кампании 1831 года. Отец генералов Петра и Генриха Крейцев.

## Биография
Из курляндских дворян. Начал службу в Польше, где состоял генерал-адъютантом при короле Станиславе Августе. С 1801 г. на русской службе.

### Войны с французами
Участвовал в войнах с французами 1805—1807 гг. В одном из боёв был ранен тринадцать раз и взят в плен. По возвращении из плена был командиром Сумского гусарского полка. Во время русско-шведской войны 1808—1809 охранял побережье Балтийского моря в Литве. С марта 1810 назначен шефом Сибирского драгунского полка.

Во время Отечественной войны 1812 года принимал активное участие в боях под Витебском, Смоленском, Вязьмой, при Гжатске и в Бородинском сражении, где временно командовал 3-м кавалерийским корпусом. 16 декабря 1812 года Крейц был произведён в генерал-майоры, а 23 декабря 1812 года он был удостоен ордена Святого Георгия 4-го класса № 1111 
В воздаяние ревностной службы и отличия, оказанного в сражении против французских войск 1812 года августа 26 при сел. Бородине, где, атаковав с отличным мужеством и храбростию неприятельскую кавалерийскую колонну, опрокинул оную, причём и ранен от ядра черепом в руку.
Затем сражался при Тарутине, Малоярославце, Вязьме.
В заграничных походах 1813—1814 участвовал в осаде крепостей Модлин, Магдебург и Гамбург, сражался при Люцене и в Битве народов под Лейпцигом.
В 1814 был генерал-губернатором герцогства Шлезвигского.
Масон, с 1816 года член петербургской ложи «Пламенеющая звезда». Входил также в ложу в Гамбурге.

### Поздние годы
Был командиром кавалерийских бригад и дивизий. 12 декабря 1824 года был произведён в генерал-лейтенанты. 27 сентября 1829 назначен начальником 2-й гусарской дивизии. Во время русско-турецкой войны 1828—1829 годов командовал кавалерийским корпусом в Молдавии и Болгарии.

19 сентября 1830 года назначен командиром 5-го резервного кавалерийского корпуса. Участвовал в подавлении ноябрьского восстания. Первые сражения с поляками проиграл — 19 февраля 1831 г. под Новой Весью генералам Юлиану Серавскому и Юзефу Дверницкому; а также 26 февраля и 2—3 марта под Пулавами. Первую победу одержал в марте того же года под Люблином. В апреле 1831 года одержал две победы над Сераковским — 5-го (под Вронувом) и 6-го (у Казимеж-Дольны), после чего он был произведён 15 апреля 1831 года в генералы от кавалерии. 11 сентября 1831 года Крейц был награждён орденом Святого Георгия 2-го класса № 88 
За сражение при Варшаве 25 и 26 августа 1831 года.
6 октября 1831 года был пожалован званием генерал-адъютанта и назначен командиром 2-го пехотного корпуса. 14 мая 1845 года назначен ещё и шефом Сибирского уланского полка. Находился на службе до своей смерти, хотя 17 мая 1845 был снят со всех должностей, кроме шефа полка и определён состоять по кавалерии. Умер от удара в своем курляндском имении, близ Либавы, 13 июля 1850 года. По отзыву современника:

Был очаровательной и великолепной личностью. Красавец в глубокой старости, он сохранил в сердце своем, до самой смерти, все прекрасные качества молодости. Этот чудный человек не имел врагов, и его любили все, от фельдмаршала до простого солдата 

## Семья

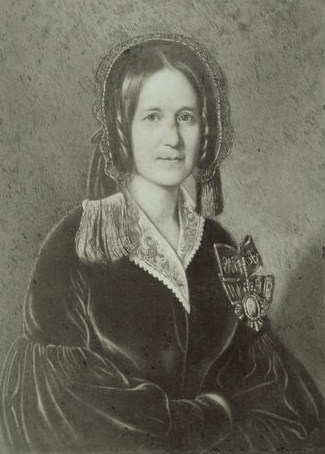
Каролина Петровна

Жена (с 04.02.1809) — баронесса Каролина (Каролина-Генриетта) Петровна Оффенберг (1786—1857), дочь барона Петра Георга фон Оффенберга от брака с баронессой Юлией Корф; сестра генералов Фёдора и Ивана Оффенбергов.
Познакомилась с будущем мужем в Курляндии во время русско-шведской войны. Её родители противились браку с Крейцем и не хотели расставаться с дочерью, так как, выйдя замуж за военного, она была бы далеко увезена от них. Но это обстоятельство было улажено Александром I. Узнав о неудаче Крейца и увидав баронессу Каролину на балу в Либаве, император лично попросил за Крейца её руки у её родителей и, получив согласие, тут же объявил Крейцу как лучшую награду за его верную службу. За заслуги мужа 23 октября 1837 года баронесса Крейц была пожалована в кавалерственные дамы ордена Св. Екатерины (малого креста). В браке имела пять дочерей и пять сыновей.
Дети:
- Александр Генрих (1809—1858)
- Юлия Констанция, в замужестве Мейнандер (1811—1875)
- Надежда Каролина, в замужестве Винценгероде (1812—1869)
- Петр (1816—1894)
- Генрих (1817—1891)
- Антуанетта (1820—1838)
- Каролина Ванда, в замужестве Бистром (1822—1893)
- Ангелика Людмила, в замужестве баронесса Медем (1823—?)
- Клотильда Мария Ядвига, в замужестве Бистром (1825—1906)
- Витольд (1832—1890)

## Награды
Российские:
- Орден Святой Анны 1-й степени (07.10.1813)
- Алмазные знаки к ордену Святой Анны 1-й степени (20.05.1814)
- Орден Святого Георгия 4-й степени (23.12.1812)
- Орден Святого Георгия 2-й степени (11.09.1831)
- Знак отличия за военное достоинство 1-й степени (1831)
- Орден Святого Александра Невского (09.06.1829)
- Алмазные знаки к ордену Святого Александра Невского (03.04.1831)
- Орден Святого Владимира 2-й степени (05.02.1814)
- Орден Святого Владимира 1-й степени (30.08.1839)
- Знак отличия беспорочной службы за XXX лет (1836)
- Знак отличия беспорочной службы за XXXV лет (1841)
- Золотая сабля с надписью «За храбрость» (31.01.1807)
- Золотая сабля с надписью «За храбрость», украшенная алмазами (20.11.1828)
- Серебряная медаль «В память Отечественной войны 1812 года»
- Бронзовая медаль «В память Отечественной войны 1812 года»

Иностранные:
- Польский орден Святого Станислава (1794)
- Прусский орден Красного орла 1-й степени (1835)